# Jaroslav Stránský
Jaroslav Stránský, češki hokejist, * 6. junij 1899, Nymburk, Avstro-Ogrska, † ?.
Stránský je branil za češkoslovaško reprezentanco na enih olimpijskih igrah in dveh evropskih prvenstvih, kjer je bil po ene zlate in bronaste medalje. 